# Laiterie de Saint-Malo
Pour les articles homonymes, voir Malo.
La Laiterie de Saint-Malo, couramment abrégé Malo, est une entreprise française fondée à Saint-Malo, Bretagne, en 1948 par Raymond Gizard. Elle est spécialisée dans la production de yaourts. Elle fait partie du groupe Sill animé par Gilles Falc'hun. 

## Histoire
Profitant de la loi interdisant l'approvisionnement en lait cru des villes de plus de 30 000 habitants, Raymond Gizard, alors directeur de l'usine laitière de Chef-du-Pont (Manche) où il a créé la crème dessert Mont Blanc, fonde en 1948 la Centrale laitière malouine pour fournir la cité corsaire en lait pasteurisé, beurre et lait ribot.
Rapidement, l'usine produit 20 000 bouteilles par jour. En 1952, Raymond Gizard lance Les Goélands, yaourts nature en pot de verre, et des yaourts emprésurés chocolat et caramel. Après Les Mouettes, petits-suisses en boîtes carton, il lance en 1962, les yaourts Malo aux fruits, en pot carton paraffiné, emballage qui devient l'emblème de la marque.
Cette entreprise dont le capital était détenu par la famille fondatrice et la Laiterie nouvelle de l’Arguenon, filiale de Coopagri et Terrena, a fait l'objet d'un rachat intégral, en 2008, par la SILL.
L'outil de production est modernisé, et l'effectif passe de 120 lors du rachat par SILL à 200 salariés en 2018. En 2014, l'usine transforme 160 millions de litres de lait par an, produit 20 000 tonnes de produits frais et 17 000 tonnes de poudre pour l'industrie chocolatière, pour un chiffre d'affaires de 90 millions d'euros. En 2018, ce chiffre d'affaires atteint 95 millions d'euros dont 40% à l'export.